# Sylvia Sänger
Sylvia Sänger ist eine deutsche Gesundheitswissenschaftlerin, Medizinjournalistin und Hochschullehrerin.

## Werdegang
Sylvia Sänger studierte an der Technischen Hochschule Ilmenau Ingenieurwissenschaften in der Fachrichtung Technische Kybernetik und Automatisierungstechnik mit der Vertiefungsrichtung Biomedizinische Technik und Bionik.
Anschließend war sie am Universitätsklinikum Jena zunächst als Laboringenieurin tätig, danach als Koordinatorin des Tumorzentrums Jena e. V.  – unter anderem mit der Etablierung eines klinischen Krebsregisters.
Nach einer Tätigkeit als Geschäftsführerin der Arbeitsgemeinschaft für Internistische Onkologie in der Deutschen Krebsgesellschaft e. V. war Sylvia Sänger von 2000 bis 2009 wissenschaftliche Mitarbeiterin am Ärztlichen Zentrum für Qualität in der Medizin – ab 2004 als Leiterin des Bereiches Patienteninformation. In diesem Rahmen war sie führend am Aufbau des ersten nicht-kommerziellen, deutschsprachigen Internetportals für Patienteninformationen patienten-information.de beteiligt.
Berufsbegleitend studierte sie an der Fakultät für Gesundheitswissenschaften der Universität Bielefeld Gesundheitswissenschaften / Public Health und schloss dieses Studium mit dem Master Public Health und 2004 mit der Promotion zum Dr. PH ab.
Von 2009 bis 2015 war Sylvia Sänger für Aufbau und Leitung der Gesundheits-Uni Jena (einer Bildungseinrichtung für Bürgerinnen und Bürger) am Universitätsklinikum Jena verantwortlich. Anschließend übernahm sie die Leitung der Presse- und Öffentlichkeitsarbeit für psychenet – Hamburger Netz psychische Gesundheit am Institut und Poliklinik für Medizinische Psychologie am Universitätsklinikum Hamburg-Eppendorf.
Außerdem absolvierte sie berufsbegleitend ein Fernstudium Fachjournalismus an der Freien Journalistenschule Berlin und eine Ausbildung zur therapeutischen Humorberaterin an der HCDA-Akademie (HumorCare Deutschland Österreich).
Von  Oktober 2015 bis September 2024 war Sylvia Sänger als Professorin im Bachelor- und Masterstudiengang Medizinpädagogik an der SRH Hochschule für Gesundheit am Campus Gera tätig.

## Arbeits- und Forschungsschwerpunkte
- Qualität und Qualitätsmanagement in der Medizin
- Qualität und Qualitätsmanagement von Gesundheitsinformationen
- Patientenbeteiligung an der Erstellung von Leitlinien und leitlinienbasierter Patienteninformationen
- Gemeinsame Entscheidungsfindung von Arzt und Patient (Shared Decision making, Partizipative Entscheidungsfindung)
- Arzt-Patienten-Kommunikation

## Veröffentlichungen (Auswahl)
- mit Thomas Wiegel, Michael Stöckle, Martin Härter, Corinna Bergelt. Entwicklung von Aufklärungsmaterialien für die Deutsche Prostatakrebsstudie PREFERE. Zeitschrift für Evidenz, Fortbildung Und Qualitat Im Gesundheitswesen 109, no. 1 (2015): 28–39. doi:10.1016/j.zefq.2015.01.014
- Wer hohe Türme bauen will, muss lange beim Fundament verweilen. Zur Entwicklung des Deutschen Netzwerks Evidenzbasierte Medizin. Zeitschrift für Evidenz, Fortbildung und Qualität im Gesundheitswesen 104, no. 7 (2010): 594–98. doi:10.1016/j.zefq.2010.09.006
- mit F. Brunsmann, G. Englert, B. Quadder, G. Ollenschläger: Ärztliches Zentrum für Qualität in der Medizin (Hrsg.). Handbuch Patientenbeteiligung. Beteiligung am Programm für Nationale Versorgungsleitlinien. Berlin: ÄZQ; 2008. Online

## Auszeichnungen (Auswahl)
- 2009: Ehrenzeichen der deutschen Ärzteschaft[5]

## Mitglied in Gremien (Auswahl)
Sylvia Sänger war von 2020 bis 2022 Mitglied des Vorstandes im Deutschen Netzwerk Gesundheitskompetenz e. V. und ist Mitglied des Vorstandes der Landesvereinigung für Gesundheitsförderung Thüringen e. V. sowie Mitglied des wissenschaftlichen Beirates von „Was hab’ ich?“.